# Hysterarthron collare
Hysterarthron collare är en skalbaggsart som beskrevs av Thomson 1864. Hysterarthron collare ingår i släktet Hysterarthron och familjen långhorningar. Inga underarter finns listade i Catalogue of Life.